# Monoporus bipinnatus
Monoporus bipinnatus (Baker) Mez – gatunek roślin z rodziny pierwiosnkowatych (Primulaceae). Występuje endemicznie w środkowym Madagaskarze. 

## Morfologia
PokrójZimozielone drzewo lub krzew.
LiścieBlaszka liściowa jest nieco skórzasta i ma lancetowaty kształt. Mierzy 5–10 cm długości oraz 2–3,5 cm szerokości, jest całobrzega, ma zbiegającą po ogonku nasadę i tępy wierzchołek. Ogonek liściowy jest nagi i ma 25 mm długości.
KwiatyZebrane w wiechach wyrastających z kątów pędów. Mają działki kielicha o trójkątnym kształcie. Płatki są odwrotnie jajowate i mają różową barwę oraz 3–4 mm długości.